# Кицос
Кицос (греч. Σπήλαιο Κίτσου) — пещера в Греции, на полуострове Сунион, на территории общины Лавреотики в периферийной единице Восточная Аттика в периферии Аттика. Расположена на высоте 288 м над уровнем моря на восточном склоне холма Микро-Римбари ( или Кицу) над селом Айос-Констандинос. Главный вход обращён на восток. В пещере Кицос обнаружены одни из старейших следов обитания человека. Присутствие человека здесь фиксируется с периода палеолита (40 тыс. лет назад), в основном следы обитания относятся к позднему неолиту (5300—4300 гг. до н. э.). Пещера использовалась в классический и эллинистический периоды (V—IV вв. до н. э.) как святилище (как и пещера в Франхти). В XIX веке в ней укрывался разбойник Кицос, по имени которого названа пещера. Пещера раскопана в 1968—1978 годах Французской археологической школой в Афинах под руководством Николь Ламберт (Nicole Lambert). Непосредственно под верхним слоем, который дал материал классического времени, обнаружены остатки эпохи неолита — кости людей (без могил) и животных, орудия из обсидиана и кремня (последних немного), несколько топоров из полированного камня, инструменты и бусины из камня и кости, фрагменты керамики. Много костей, преимущественно козьих и заячьих, но есть и другие — птиц, рыб, пресмыкающихся и лягушек, а также раковины. Зондажи у входа в пещеру позволили сделать ряд наблюдений о климатических изменениях в этой части Греции в конце четвертичного периода. Некоторые из находок выставлены в Археологическом музее Лавриона. В пещерах Кицос, Теопетра и Алепотрипа найдены золотые и серебряные изделия, которые доказывают наличие морской торговли в неолите-бронзе в бассейне Эгейского моря.